# PCLinuxOS
PCLinuxOS (często skracane jako PCLOS) – dystrybucja Linuksa wywodząca się z Mandrivy. Dystrybucję można uruchomić z napędu optycznego (Live CD), pamięci USB (Live USB – edycja MiniMe) lub dysku twardego.
Korzenie dystrybucji wywodzą się z niezależnego zestawu pakietów RPM rozwijanych przez Billa Reynoldsa (znanego też jako Texstar) dla Mandrivy w latach 2000–2003 w ramach serwisu PCLinuxOnline.com. W 2003, opierając się na Mandrakelinux 9.2 i projekcie Linux Live CD, zaczął tworzyć własną dystrybucję.
Jedną z najważniejszych cech różniących PCLOS od macierzystej dystrybucji jest używanie do zarządzania pakietami systemu APT i graficznego menedżera Synaptic zamiast URPMI. Zasadniczym odbiorcą PCLinuxOS ma być użytkownik domowy.

## Historia
Prekursorem PCLinuxOS był zestaw pakietów RPM stworzonych by poprawić kolejne wersje Mandrake Linux (obecnie Mandriva Linux). Pakiety te stworzył Bill Reynolds, informatyk lepiej znany jako Texstar.
W 2003 roku Texstar utworzył fork Mandrake Linux 9.2 (wypuszczoną w październiku 2003). Dzięki zacieśnionej współpracy z LiveCD, Texstar przekształcił fork w niezależną, w pełni rozwiniętą dystrybucję. Pierwsze wydania numerowano kolejno jako previews (zapowiedzi), na przykład p5, p7, p8 aż do p81a, następnie p9, p91, p92.
MiniME (wydane na CD) zaprojektowano dla szybkiej i jak najmniejszej instalacji, pozwalającej użytkownikom na wybranie przy instalacji wszystkich wymaganych aplikacji.
W sierpniu 2006 zostały wydane trzy nowe CD/obrazy ISO: MiniME, Junior i Big Daddy. W tym samym czasie oryginalne pakiety, które obecnie tworzą KDE, podzielono na mniejsze części, a mniej potrzebne elementy tego środowiska pominięto na płycie. W rezultacie, Texstar był w stanie zmieścić pakiet OpenOffice.org w wydaniu Big Daddy. MiniME pozostaje minimalną instalacją dla zaawansowanych użytkowników pragnących dodawać samodzielnie wybrane pakiety, podczas gdy Junior zawiera kilka niezbędnych desktopowych aplikacji, tworząc wydanie mieszczące się pośrodku obu wydań.
Z nadejściem PCLinuxOS, znany także jako .94, przedsięwzięto wymianę na bardziej nowoczesny kod, który wymagał całkowitej reinstalacji do tej wersji, ale który potem będzie dostosowywał się do nowszych wydań poprzez samodzielną aktualizację. Nowa wersja zawierała nowy wygląd oraz wbudowane efekty 3D. Zarówno Beryl i Compiz były preinstalowane i można je było skonfigurować poprzez Centrum Sterowania PCLinuxOS. Zaprojektowano nowe logo, nowy ekran logowania. Wersja użytkowa (finalna) PCLinuxOS została wydana 21 maja 2007.

## Historia wydań
Każde nowe wydanie charakteryzuje się nowym wyglądem ekranów uruchamiania i logowania oraz najnowszymi wersjami środowisk graficznych.

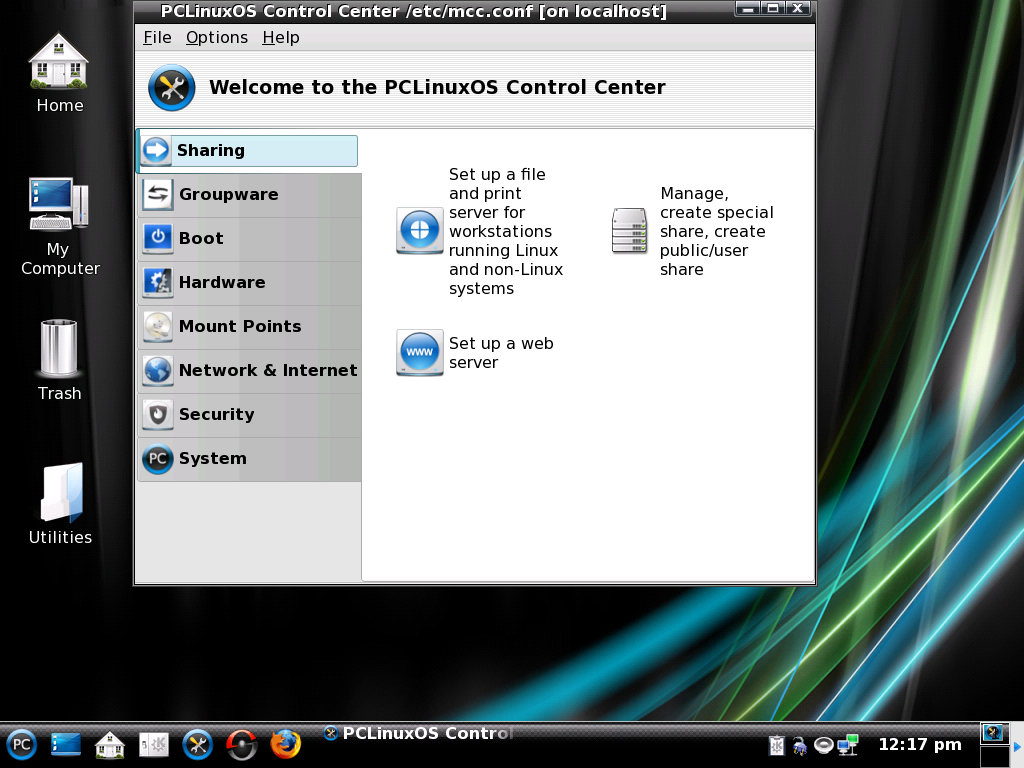
PCLinuxOS MiniMe

| Wersja             | Data                 |
| ------------------ | -------------------- |
| 2016.03            | 8 marca 2016         |
| 2014.07            | 7 lipca 2014         |
| 2014.05            | 5 maja 2014          |
| 2013.12            | 3 grudnia 2013       |
| 2013.10            | 7 października 2013  |
| 2013.07            | 17 lipca 2013        |
| 2013.04            | 4 kwietnia 2013      |
| 2013.02            | 1 lutego 2013        |
| 2012.08            | 22 sierpnia 2012     |
| 2012.02            | 2 lutego 2012        |
| 2011.09            | 23 września 2011     |
| 2011.06            | 25 czerwca 2011      |
| 2010.10            | 28 października 2010 |
| 2010.7             | 5 sierpnia 2010      |
| 2010.1             | 5 maja 2010          |
| 2010               | 19 kwietnia 2010     |
| 2009.2             | 30 czerwca 2009      |
| 2009.1             | 11 marca 2009        |
| 2008 MiniMe        | 7 stycznia 2008      |
| P.94 2007          | 21 maja 2007         |
| P.93a Big Daddy    | 21 sierpnia 2007     |
| P.93a Junior       | 9 września 2006      |
| P.93a MiniMe       | 4 września 2006      |
| P.93 MiniMe        | 21 kwietnia 2006     |
| P.92               | 21 listopada 2006    |
| P.91               | 7 lipca 2005         |
| Oryginalne wydanie | październik 2003     |

## Właściwości
PCLinuxOS rozwijana jest jako system Live CD, który może być także zainstalowana na twardym dysku. Po wykonaniu instalacji, użytkownik PCLOS może dodawać, usuwać, jak i aktualizować pakiety poprzez Advanced Packaging Tool (APT), system zarządzania pakietami (oryginalnie zawarty w dystrybucji Debian).
PCLinuxOS zawiera kilka niewolnych kodeków, przydatnych dla początkujących użytkowników Linuksa, takich jak mp3, wma, mov itp. W dystrybucji zawarto najpopularniejsze aplikacje open source.
Domyślnym menedżerem usług w PCLOS jest SysVinit.